# Vereniging voor Social-Profit Ondernemingen
De Vereniging voor Social-Profit Ondernemingen (Verso), is de Vlaams intersectorale werkgeversorganisatie voor de socialprofitsector.

## Geschiedenis
Verso werd op 28 mei 1997 opgericht als de Vlaamse Confederatie van Social Profit Ondernemingen (VCSPO), op 28 november 2007 werd de naam omgevormd naar de huidige. Het voorzitterschap werd aanvankelijk ingevuld door academici, nadien werd gekozen voor sociale ondernemers als voorzitter.

## Missie
Als representatieve werkgeversorganisatie neemt Verso, als interprofessionele gesprekspartner, deel aan het sociaal overleg in Vlaanderen. Daar vormt het samen met UNIZO, Voka en Boerenbond de intersectorale werkgeversvertegenwoordiging. Zo zetelt de organisatie in de Sociaal-Economische Raad van Vlaanderen (SERV) en het Vlaams Economisch Sociaal Overlegcomité (VESOC) en werkt ze mee de vijfjaarlijkse Vlaamse Intersectorale Akkoorden (VIA) uit.
Daarnaast neemt Verso deel aan diverse overleg- en adviesorganen zoals de Vlaamse Raad voor Welzijn, Volksgezondheid en Gezin (WVG). Verso is als representatieve werkgeversorganisatie ook vertegenwoordigd in de Raad van Bestuur van de VDAB en maakt mee deel uit van VIVO, het opleidingsinstituut voor de social profit.
Verso werkt samen met haar zusterfederaties: de Unie van Socialprofitondernemingen (UNISOC) op het federale niveau, de Brusselse Confederatie van Social Profit Ondernemingen (Bruxeo) en l’Union des entreprises à profit social (UNIPSO) in Wallonië.
Naast belangenbehartiging zet Verso ook in op dienstverlening en netwerking voor sociale ondernemingen. HRwijs is de HR-dienstverlening van Verso.

## Structuur

### Bestuur
| Tijdspanne   | Voorzitter          |
| VCSPO        | VCSPO               |
| ------------ | ------------------- |
| 1997 - 2006  | Roger Dillemans     |
| 2006 - 2007  | Wim Moesen          |
| Verso        |                     |
| 2007 - 2015  | Wim Moesen          |
| 2015 - 2018  | Klaartje Theunis    |
| 2018 - heden | Tim Vannieuwenhuyse |

| Tijdspanne   | Directeur     |
| VCSPO        | VCSPO         |
| ------------ | ------------- |
| 1997 - 2007  | Bruno Aerts   |
| Verso        |               |
| 2007 - 2016  | Bruno Aerts   |
| 2016 - 2018  | Ann Gaublomme |
| 2019 - heden | Ingrid Lieten |

### Sectoren
Verso is de representatieve intersectorale werkgeversfederatie voor socialprofitondernemingen. Deze zijn hoofdzakelijk actief in volgende sectoren: 
- De gezondheidszorg: o.a. ziekenhuizen, thuisverpleging, geestelijke gezondheidszorg, revalidatiecentra
- De welzijnssector, gaande van algemeen welzijnswerk tot doelgroepspecifieke diensten zoals kinderopvang, jongerenbijstand, ouderenzorg , residentiële en ambulante zorg voor personen met een handicap, sociale wooninitiatieven
- De socioculturele sector: organisaties die werken rond cultuur, jeugd, volwassenenwerk, sport, toerisme, media, milieu, minderheden, vorming en beroepsopleiding, samenlevingsopbouw, ontwikkelingssamenwerking, …
- De sociale inschakelingseconomie, meer bepaald de maatwerkbedrijven (voorheen beschutte en sociale werkplaatsen), lokale diensteneconomie, arbeidszorginitiatieven en werkplekarchitecten.
- De mutualiteiten.

Samen zijn deze sectoren goed voor meer dan 400 000 arbeidsplaatsen in Vlaanderen (17,8% van de bezoldigde tewerkstelling).

### Ledenfederaties
Verso vertegenwoordigt de Vlaamse social profit via haar vijftien federaties:
- Werkgeversfederaties van sociale ondernemingen: Groep Maatwerk, Sociare, SOM, Vlaams Welzijnsverbond, Zorggezind en Zorgnet-Icuro,
- Mutualiteiten: Christelijke Mutualiteit, Liberale Mutualiteit, Neutraal Ziekenfonds, Onafhankelijk Ziekenfonds en de Socialistische Mutualiteiten
- Rechtstreeks aangesloten sociale ondernemingen: Rode Kruis Vlaanderen, Solidariteit voor het Gezin, Sovervlag en Wit-Gele Kruis Vlaanderen.